# Метопролол
Метопролол (Metoprolol)*.

Структурная формула без стереохимии

(#)-1-(Изопропиламино)-3-[пара-(метоксиэтил)фенокси]-2-пропанол. Представляет собой лекарственное средство, используемое для лечения высокого кровяного давления, болей в груди из-за плохого притока крови к сердцу и ряда состояний, связанных с аномально быстрым сердечным ритмом.
Выпускается в виде битартрата.

## Общая информация
Является избирательным (кардиоселективным) β1-адреноблокатором. Существуют две формы производных: метопролола тартрат (соли винной кислоты) и метопролола сукцинат (соли янтарной кислоты). Внутренней симпатомиметической активностью не обладает. По действию близок к атенололу.
При приёме внутрь быстро всасывается. Период полувыведения из плазмы крови составляет 3—5 ч, но влияние на артериальное давление и частоту сердечных сокращений наблюдается (после приёма внутрь однократно 100 мг) в течение 12 ч. Выделяется через почки в виде метаболитов.
При ХСН применяют форму препарата метопролола сукцинат (Беталок® ЗОК, Эгилок С), который является препаратом пролонгированного действия.
При изготовлении применяется технология CR/XL ZOK (Controlled Release/extended Release, Zero-Order-Kinetics), при которой лекарственное средство представляет собой спрессованные, покрытые этилцеллюлозной полимерной мембраной сферические гранулы (микрокапсулы), содержащие активное вещество. Равномерно распределяясь после распада таблетки по всему пищеварительному тракту, гранулы обеспечивают постоянную скорость высвобождения субстанции на протяжении суток независимо от рН в пищеварительном тракте и других физиологических показателей.
Применяют при гипертонической болезни, стенокардии, аритмиях (суправентрикулярной тахикардии (в том числе пароксизмальной), фибрилляции предсердий, желудочковой экстрасистолии), при гипертиреоидизме, для профилактики повторных инфарктов миокарда.
Применяют внутрь и внутривенно.
Внутрь назначают в дозе 100—200 мг в день в 2—3 приёма. При необходимости дозу увеличивают, а при гипертонической болезни в случае недостаточной эффективности назначают дополнительно другие антигипертензивные средства.
Внутривенно (по неотложным показаниям) вводят, начиная с 5 мг (со скоростью 1—2 мг в минуту). При необходимости вводят повторно с промежутками 5 мин до общей дозы 10—15 мг. Поддерживающую терапию проводят назначением препарата внутрь в дозе 200 мг в день.

## Применение в медицине
Метопролол применяется при ряде состояний, включающих гипертонию, стенокардию, острый инфаркт миокарда, наджелудочковую тахикардию (включая пароксизмальную), желудочковую тахикардию, застойную сердечную недостаточность и при профилактике мигрени.
- Лечение сердечной недостаточности
- Вазовагальный обморок
- Адъюнкт в лечении гипертиреоза
- Синдром длинного интервала QT
- Предотвращение рецидива фибрилляции предсердий (форма с контролируемым высвобождением или пролонгированного высвобождения)

Из-за своей селективности в блокировании бета1-рецепторов в сердце, метопролол также назначают для использования офф-лейбл при тревожности, социальной тревожности и других тревожных расстройствах.

## Побочные эффекты
Побочные эффекты, особенно при приёме более высоких доз, включают головокружение, сонливость, усталость, диарею, необычные сны, проблемы со сном, депрессию и проблемы со зрением. β-адреноблокаторы, включая метопролол, уменьшают отток слюны за счёт подавления прямой симпатической иннервации слюнных желез. Метопролол может также уменьшить приток крови к рукам или ногам, заставляя их чувствовать онемение и холод; курение может усугубить этот эффект.
Из-за высокого проникновения через гематоэнцефалический барьер липофильные бета-блокаторы, такие как пропранолол и метопролол, с большей вероятностью, чем другие менее липофильные бета-блокаторы, вызывают нарушения сна, такие как бессонница, яркие сны и ночные кошмары.
К серьёзным побочным эффектам, о которых рекомендуется немедленно сообщать, относятся симптомы брадикардии (частота сердечных сокращений в покое медленнее, чем 60 ударов в минуту), постоянные симптомы головокружения, обморока и необычной усталости, синеватое обесцвечивание пальцев рук и ног, онемение, покалывание или отёк руки или ноги, сексуальная дисфункция, эректильная дисфункция, выпадение волос, изменения психики или настроения, депрессия, затруднение дыхания, кашель, дислипидемия и усиление жажды. Употребление алкоголя во время приёма метопролола может вызвать лёгкую сыпь на теле и не рекомендуется.
Использование не по прямому назначению включает суправентрикулярную тахикардию и тиреоидный шторм.

### Меры предосторожности
Метопролол может ухудшать симптомы сердечной недостаточности у некоторых пациентов, которые могут испытывать боль или дискомфорт в груди, расширение вен шеи, сильную усталость, нерегулярное дыхание, нерегулярное сердцебиение, одышку, отёк лица, пальцев, ступней или голеней, увеличение веса или хрипы.
Это лекарство может вызвать изменения уровня сахара в крови или скрыть признаки низкого уровня сахара в крови, такие как учащённый пульс. Это также может привести к тому, что некоторые люди станут менее внимательными, чем обычно, из-за чего им будет опасно водить или использовать машины.
Большая осторожность требуется при использовании у людей с проблемами печени или астмой. Остановить этот препарат следует медленно, чтобы снизить риск дальнейших проблем со здоровьем.

### Беременность и кормление грудью
Риск для плода не исключён, согласно рейтингу беременности категории C в Соединенных Штатах. Метопролол относится к категории C в Австралии, что означает, что он может вызывать вредное воздействие на плод человека (но не на пороки развития). По-видимому, безопасен при кормлении грудью.
В исследованиях на животных не сообщалось о повышении вероятности врожденных дефектов. Исследование большого количества беременностей показало, что бета-блокаторы в целом не увеличивают вероятность пороков сердца. Использование метопролола на поздних сроках беременности может вызвать у ребёнка такие симптомы, как замедление сердечного ритма и низкий уровень сахара в крови.

## Противопоказания
Возможные побочные явления, меры предосторожности и противопоказания такие же, как у других β-адреноблокаторов. Внутривенно не следует вводить метопролол, если систолическое АД составляет менее 110 мм рт. ст. У больных с бронхоспастическими явлениями рекомендуется одновременное назначение β-адреностимулирующих препаратов.

## Передозировка
Чрезмерные дозы метопролола могут вызвать тяжелую гипотензию, брадикардию, метаболический ацидоз, судороги и остановку сердечно-дыхательной деятельности. Концентрации в крови или плазме могут быть измерены для подтверждения диагноза передозировки или отравления у госпитализированных пациентов или для помощи в судебно-медицинском расследовании смерти. Уровни в плазме обычно составляют менее 200 мкг/л при терапевтическом введении, но могут варьироваться от 1 до 20 мг/л у жертв передозировки.

## Торговые названия
Беталок®, Беталок® ЗОК, Вазокардин, Вазокардин ретард, Корвитол® 100, Корвитол® 50, Метопролол, Метопролол-Акри®, Метопролол-ратиофарм, Метопролола тартрат, Сердол, Эгилок®, Эгилок® Ретард, Эгилок С, Эмзок, Азопрол ретард, Beloc, Betaloc, Blocksan, Lopressor, Veobloc, Opresol, Selopral, Specior, Presolol®, Metazok и др.

## Форма выпуска
Формы выпуска: таблетки по 25, 50 и 100 мг в упаковке по 30; 50; 100 и 200 штук; 1%-й раствор в ампулах по 5 мл в упаковке по 10 ампул. Хранение: список Б. При температуре не выше +25 °C.

## Стереохимия
Метопролол содержит стереоцентр и состоит из двух энантиомеров. Это рацемат, то есть смесь 1: 1 (R) — и (S) -формы:
| Энантиомеры метопролола | Энантиомеры метопролола |
| ----------------------- | ----------------------- |
| CAS-Nummer: 81024-43-3  | CAS-Nummer: 81024-42-2  |

## История
Метопролол был впервые синтезирован в 1969 году.

## Правовой статус
В Великобритании метопролол классифицируется как препарат, отпускаемый только по рецепту, в классе бета-блокаторов и регулируется Агентством по регулированию лекарственных средств и медицинских изделий (MHRA). MHRA — это государственный орган, созданный в 2003 году, который отвечает за регулирование лекарств, медицинских приборов и оборудования, используемого в здравоохранении. MHRA признает, что ни один продукт не является полностью свободным от рисков, но принимает во внимание исследования и доказательства, чтобы гарантировать, что любые связанные риски минимальны.
Использование бета-блокаторов, таких как метопролол, было одобрено в США Управлением по санитарному надзору за качеством пищевых продуктов и медикаментов США в 1967 году. FDA одобрило бета-блокаторы для лечения сердечных аритмий, гипертонии, мигрени и других. Те, кто назначает препарат, могут назначить бета-блокаторы для других методов лечения, если есть только причина, даже если она не одобрена FDA. Производители лекарств, однако, не могут рекламировать бета-блокаторы для других целей, которые не были одобрены FDA. Поскольку FDA не регулирует практику медицины после того, как препарат был одобрен, законно назначать бета-блокаторы для других методов лечения, таких как тревога производительности.

### Законодательство
MHRA выдало разрешение на продажу препарата Intas Pharmaceuticals Limited (лицензии) на тартрат метопролола (таблетки по 50 и 100 мг) для назначения лекарств только 23 сентября 2011 г.; это было после того, как было установлено, что не было никаких новых или неожиданных проблем безопасности и что преимущества тартрата метопролола были больше, чем риски. Метопролол тартрат является универсальной версией Lopressor, которая была лицензирована и разрешена 6 июня 1997 года для Novartis Pharmaceuticals.

### В спорте
Метопролол является бета-блокатором и запрещён мировым антидопинговым агентством в некоторых видах спорта. Бета-блокаторы могут быть использованы для снижения частоты сердечных сокращений и минимизации тремора, что может повысить производительность в таких видах спорта, как стрельба из лука. Все бета-блокаторы запрещены во время и вне соревнований по стрельбе из лука и стрельбе. В некоторых видах спорта, таких как бильярд, дартс и гольф, бета-блокаторы запрещены только во время соревнований. Кроме того, любая университетская спортивная ассоциация запрещает любую форму бета-блокатора в соревнованиях по стрельбе.
Чтобы определить, использовались ли бета-блокаторы, анализируется следовая моча человека. Незаряженные лекарственные средства и / или бета-блокаторов могут быть проанализированы с помощью газовой хроматографии-масс-спектрометрии в выбранном ионном мониторинге (GC-MS-SIM). Однако в наше время все труднее обнаружить присутствие бета-блокаторов, используемых в спортивных допинг-целях. Недостатком использования GC-MS-SIM является то, что требуется предварительное знание молекулярной структуры целевых лекарств / метаболитов. Современные времена показали различия в структурах, и, следовательно, новые бета-блокаторы могут остаться незамеченными.

### Судебные тяжбы
В 2012 году было достигнуто соглашение на сумму 11 миллионов долларов США с Toprol XL (версия метопролола с замедленным высвобождением) и его общим эквивалентом метопрололом. В иске участвовали фармацевтические компании AstraZeneca AB, AstraZeneca LP, AstraZeneca Pharmaceuticals LP и Aktiebolaget Hassle. В иске сообщается, что производители нарушили антимонопольное законодательство и закон о защите прав потребителей, утверждая, что для увеличения прибыли более дешевые универсальные версии Toprol XL были намеренно сняты с рынка. Это требование было впоследствии отклонено ответчиками.